# Жургенбаев, Абдильда
Абдильда Жургенбаев (каз. Әбділда Жүргенбаев; 30 мая 1914, Жалагашский район Кызылординской области — 6 апреля 1986, там же) — казахский акын, жыршы.
Выступал в концертной бригаде Нартая Бекежанова (1938—1948). На республиканских айтысах акынов (1943,1946) состязался с Умбетали Карибаевым, Кененом Азербаевым, Есдаулетом Кандековым, Рахметом Мазкожаевым, Кулжабаем Толеуовым и другими. Жургенбаев — собиратель устного казахского народного творчества. У него записаны наиболее древний вариант эпоса «Коруглы» и некоторые варианты «Кобыланды батыра», «Алпамыс батыра»; дастаны «Байбатша», «Атымтай жомарт», «Шакир — Шакират»; положены на ноты свыше 20 терме Сырдарии. Произведения Жургенбаева опубликованы в сборнике «Пернедегі термелер» (1965), «Айтыс» (1966).